# Tirreno-Adriático 2010
45. edycja wyścigu kolarskiego Tirreno-Adriático odbył się w dniach 10-16 marca 2010. Trasa liczyła 7 etapów o łącznym dystansie 1229 km. Wyścig figurował w rankingu światowym UCI, ale nie zaliczał się  do UCI ProTour 2010.
Zwyciężył Włoch Stefano Garzelli, jeżdżący w grupie Acqua & Sapone.

## Etapy
| Etap | Data     | Start - Meta                                 | km  | Zwycięzca etapu               | Lider            |
| ---- | -------- | -------------------------------------------- | --- | ----------------------------- | ---------------- |
| 1.   | 10 marca | Livorno - Rosignano Solvay                   | 148 | Linus Gerdemann Niemcy        | Linus Gerdemann  |
| 2.   | 11 marca | Montecatini Terme - Montecatini Terme        | 165 | Tom Boonen Belgia             | Linus Gerdemann  |
| 3.   | 12 marca | San Miniato - Monsummano Terme               | 159 | Daniele Bennati Włochy        | Daniele Bennati  |
| 4.   | 13 marca | San Gemini - Chieti                          | 243 | Michele Scarponi Włochy       | Michele Scarponi |
| 5.   | 14 marca | Chieti - Colmurano                           | 216 | Enrico Gasparotto Włochy      | Michele Scarponi |
| 6.   | 15 marca | Montecosaro - Macerata                       | 134 | Michaił Ignatiew Rosja        | Michele Scarponi |
| 7.   | 16 marca | Civitanova Marche - San Benedetto del Tronto | 164 | Edvald Boasson Hagen Norwegia | Stefano Garzelli |

## Końcowa klasyfikacja generalna
| M-ce | Imię i nazwisko    | Kraj       | Drużyna            | Czas        |
| ---- | ------------------ | ---------- | ------------------ | ----------- |
| 1.   | Stefano Garzelli   | Włochy     | Acqua & Sapone     | 30h 51' 36" |
| 2.   | Michele Scarponi   | Włochy     | Androni Giocattoli | + 00"       |
| 3.   | Cadel Evans        | Australia  | BMC Racing Team    | + 12"       |
| 4.   | Maksim Iglinski    | Kazachstan | Team Astana        | + 22"       |
| 5.   | Robert Gesink      | Holandia   | Rabobank           | + 27"       |
| 6.   | Michael Rogers     | Australia  | Team HTC-Columbia  | + 29"       |
| 7.   | Domenico Pozzovivo | Włochy     | Colnago-CSF Inox   | + 33"       |
| 8.   | Vincenzo Nibali    | Włochy     | Liquigas-Doimo     | + 38"       |
| 9.   | Manuele Mori       | Włochy     | Lampre             | + 1' 04"    |
| 10.  | Francesco Gavazzi  | Włochy     | Lampre             | + 1' 07"    |